# Cynanchum menarandrense
Cynanchum menarandrense är en oleanderväxtart som beskrevs av Jumelle och Perrier. Cynanchum menarandrense ingår i släktet Cynanchum och familjen oleanderväxter. Inga underarter finns listade i Catalogue of Life.